# Ontario Reign
Ontario Reign je profesionální americký klub ledního hokeje, který sídlí v kalifornském městě Ontario. Do AHL vstoupil v ročníku 2015/16 a hraje v Pacifické divizi v rámci Západní konference. Své domácí zápasy odehrává v hale Toyota Arena s kapacitou 9 736 diváků. Klubové barvy jsou černá a šedá.
Klub nahradil v soutěži od ročníku 2015/16 Manchester Monarchs, stěhování zapříčinil vznik pacifické divize AHL. Klub v aréně vystřídal stejnojmenný celek, který v letech 2008–2015 hrál ECHL. Licence na ECHL se naopak stěhovala opačným směrem a od sezony 2015/16 vystupuje v ECHL klub s názvem Manchester Monarchs. Oba kluby jsou farmami mužstva NHL Los Angeles Kings.
Premiérové utkání sehrál tým 10. října 2015 na ledě Bakersfield Condors a vyhrál 5:0, v domácím prostředí debutoval proti stejnému soupeři 23. října a před 9491 diváky a zvítězil 5:4.
Vlastníkem Ontario Reign je společnost Anschutz Entertainment Group.

## Exil v sezoně 2020/21
Kvůli pandemii koronaviru odehraje celek sezonu 2020/21 v kalifornském El Segundu.

## Úspěchy klubu
- Vítěz divize - 1x (2015/16)

## Umístění v jednotlivých sezonách
Stručný přehled
Zdroj:
- 2015– : American Hockey League (Pacifická divize)

Jednotlivé ročníky
Zdroj:
Legenda: Z – zápasy, V – výhry, P – porážky, PP – porážky v prodloužení či na samostatné nájezdy, VG – vstřelené góly, OG – obdržené góly, B – body
| USA / Kanada (2015 – ) |                        |        |    |    |    |    |     |     |    |        |
| Sezóny                 | Liga                   | Úroveň | Z  | V  | PP | P  | VG  | OG  | B  | Pozice |
| 2015/16                | AHL (Pacifická divize) | 2      | 68 | 44 | 5  | 19 | 192 | 138 | 93 | 1.     |
| 2016/17                | AHL (Pacifická divize) | 2      | 68 | 36 | 11 | 21 | 199 | 190 | 83 | 3.     |
| 2017/18                | AHL (Pacifická divize) | 2      | 68 | 36 | 7  | 25 | 200 | 194 | 79 | 3.     |
| 2018/19                | AHL (Pacifická divize) | 2      | 68 | 25 | 10 | 33 | 213 | 274 | 60 | 7.     |
| 2019/20                | AHL (Pacifická divize) | 2      | 57 | 29 | 6  | 22 | 166 | 198 | 64 | 5.     |

### Play off
| Sezona  | 1. kolo                                    | 2. kolo                                    | Finále konference                          | Finále Calder Cupu                         |
| ------- | ------------------------------------------ | ------------------------------------------ | ------------------------------------------ | ------------------------------------------ |
| 2015/16 | postup, 3–1, San Jose                      | postup, 4-1, San Diego                     | porážka, 0-4, Lake Erie                    | —                                          |
| 2016/17 | porážka, 2–3, San Diego                    | –                                          | –                                          | –                                          |
| 2017/18 | porážka, 1–3, Texas                        | –                                          | –                                          | –                                          |
| 2018/19 | mužstvo se nekvalifikovalo                 | mužstvo se nekvalifikovalo                 | mužstvo se nekvalifikovalo                 | mužstvo se nekvalifikovalo                 |
| 2019/20 | sezona nedohrána kvůli pandemii koronaviru | sezona nedohrána kvůli pandemii koronaviru | sezona nedohrána kvůli pandemii koronaviru | sezona nedohrána kvůli pandemii koronaviru |

## Klubové rekordy

### Za sezonu
Góly: 28, Matt Moulson (2018/19)
Asistence: 38, Philippe Maillet (2018/19)
Body: 62, Matt Moulson (2018/19)
Trestné minuty: 147, Kurtis MacDermid (2018/19)
Čistá konta: 9, Peter Budaj (2015/16)
Vychytaná vítězství: 42, Peter Budaj (2015/16)

### Celkové
Góly: 69, Brett Sutter
Asistence: 70, Brett Sutter
Body: 139, Brett Sutter
Trestné minuty: 481, Kurtis MacDermid
Čistá konta: 10, Peter Budaj
Vychytaná vítězství: 53, Cal Petersen
Odehrané zápasy: 275, Brett Sutter